# تل تربیت بدنی
تل تربیت بدنی مربوط به عصر مس - دوره ساسانیان است و در شهرستان گرگان، بخش مرکزی، دهستان روشن آباد، روستای کفشگیری واقع شده و این اثر در تاریخ ۱ مرداد ۱۳۸۶ با شمارهٔ ثبت ۱۹۳۱۰ به‌عنوان یکی از آثار ملی ایران به ثبت رسیده است.